# 7092 Cadmus
7092 Cadmus là một tiểu hành tinh vành đai chính thuộc hệ Mặt Trời. Được phát hiện ngày 4 tháng 6 năm 1992, it has a semi-major axis of 2.5254688 AU, an eccentricity of 0.7019201, và độ nghiêng quỹ đạo of 17.82762°.